# Bambú (metrostation)
Bambú is een metrostation in het stadsdeel Chamartín van de Spaanse hoofdstad Madrid. Het station werd geopend op 11 april 2007 en wordt bediend door lijn 1 van de metro van Madrid.